# 杉浦貞二郎

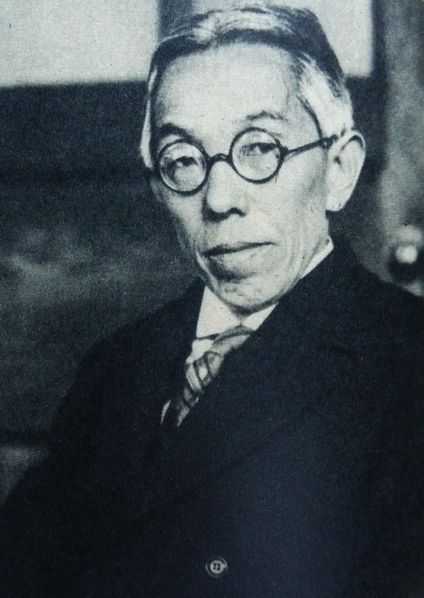
杉浦貞二郎

杉浦 貞二郎（すぎうら さだじろう、明治3年12月18日（1871年2月7日） - 昭和22年（1947年）4月24日）は日本の哲学者、教育者。立教大学元学長、立教大学名誉教授、陸軍大学校教授。

## 経歴
若狭国小浜（現福井県小浜市）に生まれる。東京の真光教会牧師杉浦義道の弟である。1887年（明治20年）に兄・義道の影響を受けて、C・M・ウィリアムズより洗礼を受ける。立教大学校（現・立教大学）を経て立教学校（第2次）で学び、同級には吉田栄右がいた。立教大学校で学んだ岩佐琢蔵によると、当時の学生たちは勉学にとても熱心で、貞二郎はその頃の日本の哲学書は全て読破したと誇っていたという。
1892年（明治25年）に立教学校（第2次）を卒業した後、留学のため渡米する。翌年ペンシルバニア大学に入学し、1894年（明治27年）同校を卒業。1898年（明治31年）にはペンシルバニア大学大学院より哲学博士の学位を受け、2年間ペンシルバニア大学心理実験所助手として働く。
1903年（明治36年）3月帰国後に陸軍教授として陸軍大学校付になり、帝国陸軍第1軍司令部付きになる。1907年（明治40年）より立教大学講師を務めて、陸軍省辞職後に元田作之進の後継者として、1923年（大正12年）12月、立教大学の学長事務取扱に就任する。立教大学の校歌の作詞に携わる。
1918年（大正7年）、無教会の内村鑑三、日本ホーリネス教会の中田重治監督、日本組合基督教会の木村清松らが主導した再臨運動の際には、海老名弾正、三並良、富永徳磨らと共に『神学評論』『基督教世界』などの雑誌に再臨運動への反対論を掲げた。
1924年(大正13年)フィラデルフィア神学校より神学博士号を受ける。
1931年（昭和6年）立教大学の学長に就任するが、1932年（昭和7年）8月に辞任する。その後は、立教大学名誉教授となり、神学研究会の主管として『神学研究』の編集と著作に専念した。日本聖公会の信徒として、東京教区常置委員として生涯通し聖公会のために尽力した。

## 栄典
- 1906年（明治39年）4月1日 - 勲五等双光旭日章・明治三十七八年従軍記章[9]